# Drangiana
Drangiana (en grec antic Δραγγιανή, 'Drangianē') va ser una satrapia o subsatrapia de la Pèrsia aquemènida i després dels selèucides, a la part oriental d'ambdós imperis. Correspon al modern Sistan. Tenia al nord Aria o Ariana, a l'est Aracòsia, al sud Gedròsia i a l'oest, Carmània.
La part oriental del país era muntanyosa, i l'occidental una plana arenosa desèrtica, però a la vall dels rius Erimandros (Helmand Rud) i Farnocotis (Ferrah Rud) hi havia terres fèrtils. Un llac de grans dimensions se situava en un punt de la satrapia, probablement proper a Aria perquè es deia Llac d'Aria (modern Zarah).
Estava poblada pels drangians (drangae) anomenats també zaranges (zarangae) o sarangai, i la paraula podria correspondre al persa antic "zarayo" i modern zarah (el que viu vora el mar o vora el llac). El nom Zarah s'ha conservat en el llac principal del país. A la inscripció de Behistun el país és anomenat Zasaka o Zranka (terra d'aigua). Aquest poble estava emparentat amb els medes, dels que van dependre fins que Darios I el Gran es va fer amb el domini de l'imperi. Heròdot descriu els drangians que lluitaven a l'exèrcit de Xerxes II de Pèrsia i diu que el seu vestit els identificava, la roba era acolorida, i el seu armament específic. Heròdot inclou a una mateixa satrapia (la XIV) dels drangians, als utis (de Pèrsia central, a l'est dels Zagros), als tamaneus (desconeguts), als miquis (d'Oman) i els sagartis o sagartians (de la Carmània), satrapia coneguda com a Sagàrtia. Els drangians es van assentar a les terres i van canviar els seus hàbits nòmades durant la dominació persa.
A més dels drangians vivien també al país els ariaspes, amb la ciutat d'Ariaspe al sud, propera a Gedròsia, i els evergetes (probablement una tribu dels drangians) que posseïen els districtes de la Tacanene i Batris. Els ariaspes van salvar l'exèrcit de Cir II el Gran quan va creuar el desert i van ser coneguts com "els benefactors".
La satrapia aquemènida de Drangiana (Zranka) depenia de la gran satrapia d'Aracòsia; tenia per capital Zaris o Phrada de situació incerta. No es coneixen les satrapies menors que la formaven. Limitava amb el Paropamisus i, per tant, es devia estendre cap al sud-oest de l'Hindu Kush que separava Aria d'Aracòsia.
Quan Alexandre el Gran va conquerir l'imperi Persa, va arribar al país el novembre de l'any 330 aC. La satrapia era regida per un persa anomenat Barsantes, que era sàtrapa d'Aracòsia i de Drangiana. Alexandre va confiar el govern a Arsames, i la capital Phrada la va rebatejar Alexandria Proftàsia que vol dir "anticipació" a causa d'haver-se anticipat aquí a la conspiració contra la seva vida organitzada pel seu company Filotes.
Drangiana es va unir a les províncies adjacents per formar una satrapia. El primer sàtrapa s'anomenava Menon, que ho era d'Aracòsia i la va governar fins després del 223 aC. Als voltants de l'any 221 aC va correspondre a Estasànor de Solos, juntament amb Aria però potser el 219 aC Antípater la va donar a Estasandre de Xipre juntament amb Aria, i Estasànor de Solos va rebre la Bactriana i la Sogdiana. Aproximadament el 305 aC o 304 aC va passar a mans de Seleuc I Nicàtor, i cap a l'any 200 aC Bactriana es va fer independent però Drangiana va restar en mans dels selèucides. Deu o quinze anys després, el 184 aC, Bactriana va ocupar Gandara i Drangiana. L'any 160 aC els parts la van ocupar i la van administrar conjuntament amb Aria. El 128 aC els escites (saces), que uns tres anys abans havien assolat Bactriana, la van envair i va passar a ser coneguda com a Sakastene, origen del nom Sistan.
La capital s'anomenava Proptasia o Proftàsia (abans Phrada), potser la moderna Furrah o Farah o Zabol (on es va trobar un palau aquemènida), però és poc probable que correspongui a la posterior capital regional Dushak (l'antiga Zarandj).